# Tiberios Petasius

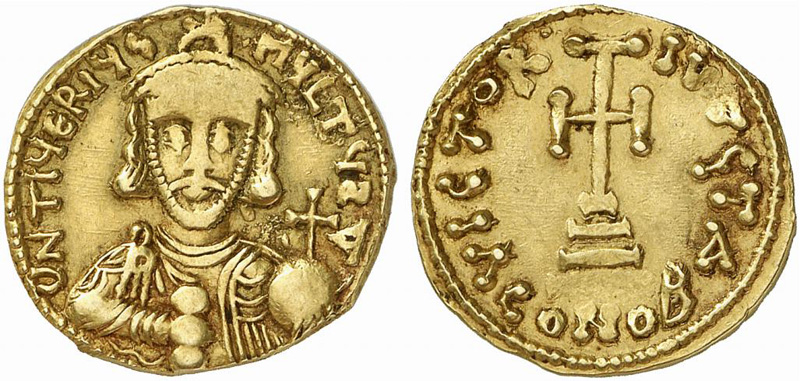
Solidus des Tiberios Petasius (Zuweisung unsicher)

Tiberios Petasius († 730) war ein byzantinischer Gegenkaiser in Italien.

## Leben
Im Zuge des von Kaiser Leo III. angeblich 726 ausgelösten Bilderstreits soll es auch in Italien zu schweren Unruhen gekommen sein. Tiberios erhob sich um 729 in Tuszien und rief sich zum Basileus aus. Offenbar gelang es ihm, sich kurzzeitig in Mittelitalien zu etablieren. Mit Unterstützung des Papstes Gregor II. wurde er aber 730 vom Exarchen Eutychios in Monterano gefangen genommen und exekutiert. Sein Kopf wurde als Trophäe nach Konstantinopel geschickt.
Der Beiname Petasius bezieht sich auf die Kopfbedeckung Petasos, möglicherweise eine Anspielung auf die Kaiserkrone.
Ob der Aufstand im Zusammenhang mit einer anti-ikonoklastischen Reaktion gegen Leo steht, wie es die erhaltenen Quellen suggerieren (die meisten erhaltenen lateinischen und griechischen Quellen sind fast ausschließlich aus bilderfreundlicher Perspektive verfasst), kann jedoch nicht eindeutig geklärt werden. In der neueren Forschung werden die Auswirkungen des Bilderstreits in der Zeit Leos III. und seines Sohnes Konstantin V. wesentlich differenzierter betrachtet. So ist es unsicher, dass Leo eine breite Verfolgung von Bilderfreunden initiiert hat und dies angeblich auf harten Widerstand stieß.